# John Adams (mutin)
Pour les articles homonymes, voir John Adams et Adams.
 (novembre 2019).
Si vous disposez d'ouvrages ou d'articles de référence ou si vous connaissez des sites web de qualité traitant du thème abordé ici, merci de compléter l'article en donnant les références utiles à sa vérifiabilité et en les liant à la section « Notes et références ».
John Adams ou Alexander Smith (4 décembre 1767 - 5 mars 1829) est le dernier survivant des mutins du Bounty sur l'île Pitcairn.

## Biographie
Son vrai nom était John Adams, Alexander Smith étant le pseudonyme qu'il utilisait sur le Bounty et jusqu'à la redécouverte de l'île Pitcairn en 1808.
Arrivé en 1790 avec le reste de l'équipage du HMS Bounty et des Polynésiens embarqués à Tahiti, il entreprit, comme les autres mutinés, de survivre tant bien que mal sur l'île de Pitcairn, pratiquant la pêche et l'agriculture. Les tensions entre les membres de la communauté puis l’alcoolisme aboutirent à des combats sanglants au sein de la population, déjà amoindrie par les maladies.
Après la mort de Matthew Quintal en 1799, John Adams et un autre marin, Ned Young, se retrouvèrent les derniers survivants de l'équipage du Bounty. Les deux hommes entreprirent de s'inspirer d'une Bible retrouvée dans les débris du bateau pour établir les bases d'une nouvelle société plus juste. La Bible fut utilisée pour enseigner la religion et l'anglais aux enfants de l'île. Adams mit en place un système de lois qui est toujours en vigueur au XXIe siècle. Young décéda par la suite de complications liées à l'asthme.
Quand des membres de l'équipage du navire américain Topaz débarquèrent sur île Pitcairn en 1808, John Adams était le seul survivant des révoltés du Bounty, à la tête d'une communauté composée essentiellement de femmes et d'enfants. Il obtint l'amnistie et se maria en 1825, quatre ans avant sa mort.